# Общество для содействия русской промышленности и торговле
Общество для содействия русской промышленности и торговле (ОДСРПиТ) — российское общество, возникшее в Санкт-Петербурге в 1867 году с целью способствовать развитию различных отраслей отечественной промышленности и распространению внешней торговли России; первое всероссийское объединение предпринимателей.

## Возникновение общества
7 декабря 1867 года   состоялось первое собрание учредителей. Были выбраны временные председатель, секретарь и казначей. Окончательное оформление Общества произошло  10 февраля 1868 года. Председателем Общества был выбран Н. И. Погребов, вице-председателями – А. П. Шипов, А. Г. Золотарев , В. А. Полетика, Н. А. Беляев. Членами комитета Общества были избраны: И.А. и К. А. Варгунины, И. И. Глазунов, М. Н. Журавлев, А. А. Красильников, Д. В. Коншин, С. С. Лошкарев, В. А. Милютин, Ф. П. Погребов, И. О. Пализен, А. П. Сазонов, А. Я. Сафронов, В. И. Сушкин, Д. П. Скуратов, К. А. Скальковский, М. К. Сидоров, М. С. Степанов, Н. К. Умнов и Д. П. Шипов.
Секретарем Общества   был избран Константин Аполлонович Скальковский.

## Председатели общества
1867 —  1880 —  Николай Иванович Погребов
1880 —  1883 —  князь Сан-Донато Павел  Павлович Демидов
1883 —  ? —  граф Николай Павлович Игнатьев
В 1884 году великий князь Алексей Александрович взял Общество под свое покровительство.

## Деятельность общества
Делами общества ведал комитет; делилось на 5 отделений:
- I — общие вопросы,
- II — фабричная и заводская промышленность,
- III — торговля и торговое судопроизводство,
- IV — пути сообщения и торговое мореходство,
- V — вопросы кустарной и ремесленной промышленности.

По мере развития деятельности общества открывались его отделения в различных городах России. Общество издавало свой периодический орган, под названием «Труды общества» (прежде — «Торговый сборник»).
Деятельность общества была проникнута протекционистскими стремлениями: с первых же дней своего существования общество ходатайствовало о пересмотре тарифа, об установлении или повышении пошлин на каменный уголь, чугун и другие привозные статьи, но вместе с тем общество высказывалось постоянно против всяких иных искусственных мер покровительства отечественному производству. Так, оно ходатайствовало об уничтожении системы нефтяного откупа на Кавказе, высказалось против табачной регалии, против нормировки сахарного производства, против отдельных монопольных предприятий, существовавших на самом деле или лишь проектировавшихся. В вопросах организации кредита, страхования, железнодорожного хозяйства и т. п. общество отстаивало идею правительственного надзора и вмешательства.
Важнейшие вопросы финансовой политики постоянно подвергались обсуждению на общих собраниях общества. Комитет общества прилагал особые заботы для усиления российских торговых сношений со славянскими и азиатскими странами, представлявшими наиболее удобный рынок для сбыта русских товаров. Между прочим, для этой цели, по инициативе общества, была устроена в Бухаресте выставка-склад русских товаров.
Для исследования морского пути в Сибирь общество снарядило в 1881 г. гидрографическую экспедицию. Большое количество докладов было посвящено рыбным и звериным промыслам северной России. Общество участвовало в разработке проекта колонизации Мурманского берега, ходатайствовало об организации доступного кредита в Поморье и пр.
Пятое отделение общества занималось выработкой нормального устава о кустарных артелях, предпринимало исследования кустарной промышленности в различных местностях империи, заботилось об облегчении кредита кустарям и о содействии сбыту кустарных изделий.
Обществом были созваны следующие съезды:
- в 1870 году в Санкт-Петербурге — съезд фабрикантов, заводчиков и лиц, интересующихся отечественной промышленностью;
- в 1882 году в Москве, во время всероссийской выставки, торгово-промышленный съезд;
- в 1885 году при министерстве государственных имуществ — съезд железозаводчиков;
- в 1892 году съезд представителей винокурения и торговли спиртом.

## Отделения общества
Отделения общества были открыты:  Москве, Варшаве, Киеве, Одессе, Нижнем Новгороде, Астрахани, Казани, Тюмени, Харькове, Муроме, Костроме, Риге, Лодзи, Ростове-на-Дону, Баку и т.д